# PDVSA
Petróleos de Venezuela, Sociedad Anonima (PDVSA) — государственная нефтегазовая компания Венесуэлы, крупнейшая компания страны. Обладает монопольным правом на добычу нефти и природного газа на континентальном и морском шельфах Венесуэлы.
PDVSA имеет существенное влияние на экономическую, социальную и политическую сферы Венесуэлы. Компания регулярно инвестирует в различные правительственные программы в области здравоохранения, образования и т. п.

## История
Первая концессия на добычу нефти в Венесуэле была выдана в 1865 году, первая нефтяная компания территории была создана в 1878 году. Масштабная разработка месторождений началась во время правления Хуана Висенте Гомеса с привлечением американских и британских нефтяных компаний. В 1959 году правительство Венесуэлы перестало выдавать новые концессии на нефтедобычу, а в 1960 году была создана национальная нефтяная компания Corporación Venezolana de Petroleo (CVP); в том же году Венесуэла стала соучредителем OPEC. Ужесточение законодательства в отношении иностранных компаний к началу 1970-х годов начало приводить нефтедобывающую отрасль Венесуэлы в упадок, поскольку они не были заинтересованы инвестировать в увеличение добычи; если в 1958 году было пробурено 589 скважин, то в 1973 году — только 148. Выход из этой ситуации руководство страны видело в национализации отрасли. 1 января 1976 года все активы иностранных нефтяных компаний были выкуплены в сумме за 1,17 млрд долларов, для управления ними была создана государственная компания Petróleos de Venezuela, S.A. (PDVSA); для экспорта нефти были заключены контракты с Exxon, Shell и Gulf. В 1977 году нефтедобывающие мощности были распределены по 4 компаниям, Lagoven, Maraven, Meneven и Corpoven, подчинённым PDVSA. На 1989 год PDVSA добывалась 1,6 млн баррелей в сутки, ей принадлежало 12 НПЗ в Венесуэле, США, Европе и на Нидерландских Антильских островах, доказанные запасы нефти составляли 58,35 млрд баррелей.
С приходом к власти Уго Чавеса в 1999 году был принят закон, предполагающий усиление роли государства и увеличение налогообложения в нефтяной сфере (2002). Доля государства в нефтеразведке и нефтедобыче была установлена на уровне не ниже 51 %. Значительно увеличена и плата за недра (роялти). Недовольный реформами персонал PDVSA начал бастовать, но в длившейся почти два года борьбе с забастовщиками Чавесу удалось одержать победу: в начале 2003 около 18 тыс. работников компании (то есть почти половина персонала) были уволены. Чавесу удалось полностью поставить деятельность компании под свой контроль.
В марте 2006 года парламент Венесуэлы одобрил предложение правительства У.Чавеса о преобразовании сервисных контрактов по повышению КИН (исп. convenios operativos), заключенные PDVSA в 1992—1997 годах, в совместные предприятия с увеличением доли PDVSA до 60,0 % и более. В 2007 году под давлением правительства Уго Чавеса компании Chevron, Total и Statoil согласились внести изменения в соглашения о «стратегических ассоциациях» (исп. convenios de asociacion) по освоению месторождений сверхтяжелой нефти и битума в бассейне реки Ориноко (см. Битуминозные пески Ориноко), преобразовав их в совместные предприятия с преобладающей долей участия PDVSA (60,0-83,33 %). Компании ExxonMobil, ConocoPhillips, BP и Arco отказались принять это предложение правительства Венесуэлы и подали иски о компенсации убытков в международный арбитраж. Место компаний ExxonMobil и BP в стратегической ассоциации «Cerro Negro» заняла немецкая Veba Oil, согласившись на долю участия в 16,67 %. Аналогичным образом правительство Уго Чавеса предполагало поступить с участниками контрактов на ведение ГРР на условиях риска и раздела полученной прибыли (исп. convenios de asociación para la exploracion a riesgo y ganancias compartidas). Однако западные участники этих контрактов (ExxonMobil, BP, Total и др.) вышли из них.
Новый президент Николас Мадуро (с апреля 2013 года) в ноябре 2017 года назначил главой PDVSA генерал-майора Национальной гвардии Мануэля Кеведо. Тот инициировал уголовное дело в отношении высокопоставленных сотрудников Chevron, обвинив их в завышении расценок. Весной 2018 года менеджеры Chevron стали покидать страну.
28 января 2019 года, из-за политического кризиса в стране, Минфин США ввёл против PDVSA санкции. Были заблокированы активы компании на общую сумму 7 млрд долл. Тем не менее возможность покупать венесуэльскую нефть у американских компаний осталась. Однако вырученные PDVSA от продажи нефти денежные средства стали поступать на заблокированный счёт в США, к которому не было доступа у правительства Венесуэлы. Дочерняя компания PDVSA — Citgo Petroleum, занимающаяся нефтепереработкой в США, продолжила работу на территории страны. Минфин США также выдал иностранным компаниям разрешения, позволяющие временно работать с PDVSA в рамках перехода к закупкам нефти у других стран. 1 марта 2019 года Президент Венесуэлы Николас Мадуро принял решение закрыть офис PDVSA в Лиссабоне и перевести его в Москву.

## Деятельность
На 2020 год доказанные запасы нефти Венесуэлы составляли 15 % мировых — 303,56 млрд баррелей (41,4 млрд тонн). Доказанные запасы природного газа — 5,59 трлн м³. Крупнейшие месторождения страны — Маракайбо, Фалькон, Ориентал и Апуре).
Во второй половине 1990-х и начале 2000-х годов уровень добычи нефти PDVSA превышал 3 млн баррелей в сутки. В июне 2020 года этот уровень упал до исторического минимума — 376 тыс. баррелей в сутки. На начало 2022 года его удалось повысить до 800 тыс. баррелей.
До введения в 2017 году санкций против Венесуэлы более 50 % нефти экспортировалось, крупнейшим импортером венесуэльской нефти были США. В 2020 году в среднем экспортировалось 487 тыс. баррелей нефти и 70 тыс. баррелей нефтепродуктов, в основном в Китай через посредников.
В начале 2000-х годов на территории Венесуэлы ежегодно добывалось около 30 млрд м³ газа (в основном попутного нефтяного). За 2020 год было добыто 18 млрд м³
Номинальная производительность НПЗ компании на 2020 год составляла 2,275 млн баррелей в сутки, однако реальный уровень производства нефтепродуктов был намного ниже — 339 тыс. баррелей в сутки.